# 佩罗勒站
佩罗勒站是法国的一个铁路车站，位于法国19省东北部的韦泽尔河畔佩罗勒境内。

## 位置
佩罗勒站位于韦泽尔河畔佩罗勒市镇中心的南部，利摩日－埃居朗德铁路463.734公里处，距离利摩日大约80公里。车站大致呈东西走向，开口朝北，仅铁路线北侧设有侧式站台。

## 设施
佩罗勒站是一个无人看守的铁路乘降所，没有任何售票设施，原有的站房已成为私人财产。在佩罗勒站上车的乘客需主动购票或使用通勤卡。

## 停靠线路
以下列车线路在佩罗勒站停靠：
| 佩罗勒站列车线路表 |      |        |        |              |
| 线路               | 车种 | 上一站 | 下一站 | 大致运行频率 |
| 利摩日—于塞勒      | TER  | 布热阿 | 贾松内 | 每天3~6趟    |
| 1.                 |      |        |        |              |

## 配套交通

### 长途客车
佩罗勒站附近没有长途客运大巴线路经过。当铁路线施工或罢工时，SNCF可能会提供途径沿途站点的临时大巴车，但上下车地点可能在韦泽尔河畔佩罗勒市镇中心。

### 市内交通
佩罗勒站附近暂无城市公共交通线路经过。

### 社会车辆
佩罗勒站门口没有社会车辆停车场。

## 临近车站
| 佩罗勒站（Gare de Pérols）     |                      |          |
| 上行车站                       | 线路                 | 下行车站 |
| 布热阿站                       | 利摩日－埃居朗德铁路 | 贾松内站 |
| - 本表仅显示运营中的线路及车站 |                      |          |